# VISTA (Hong Kong)

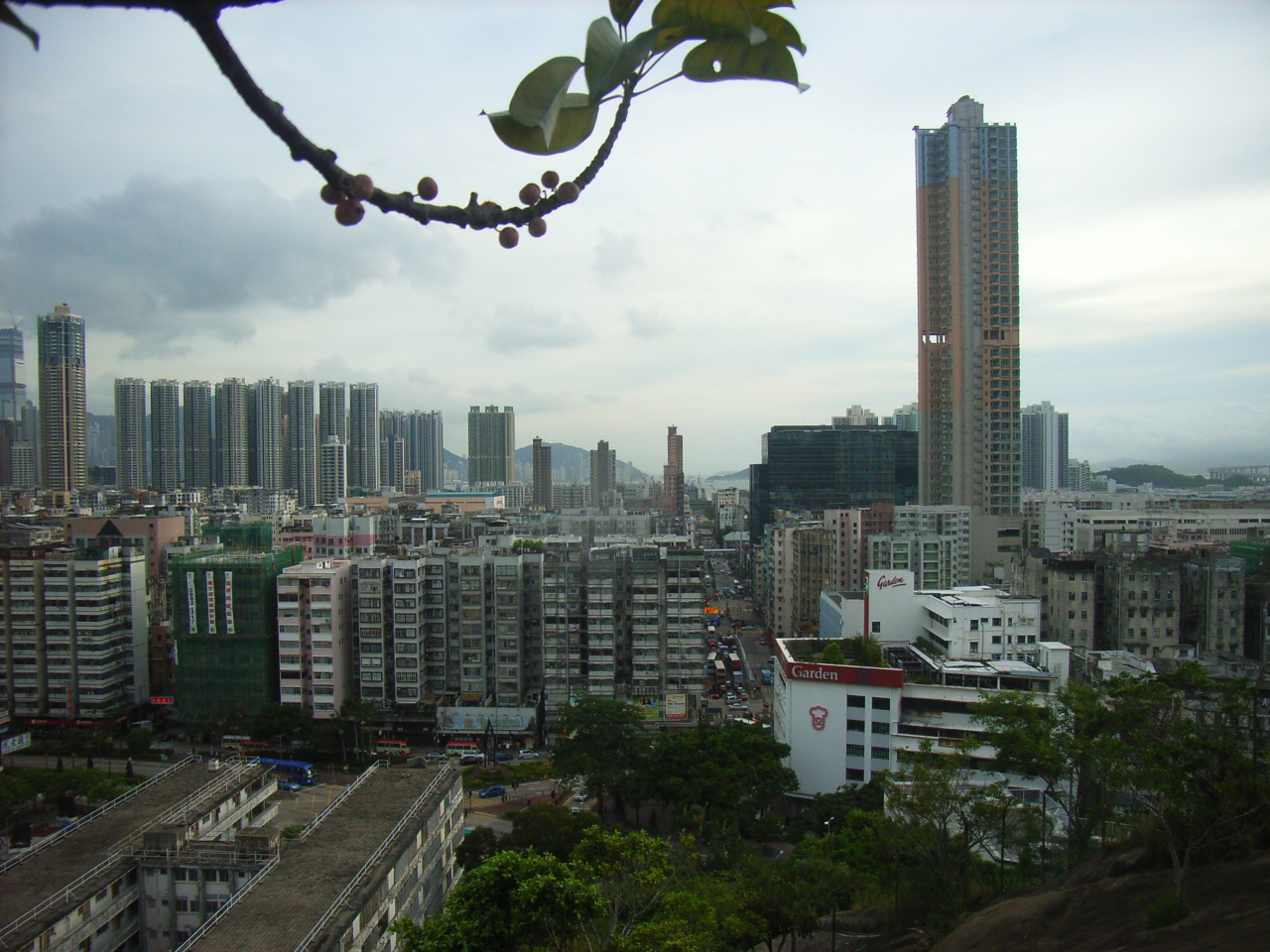
VISTA es el edificio de la derecha.

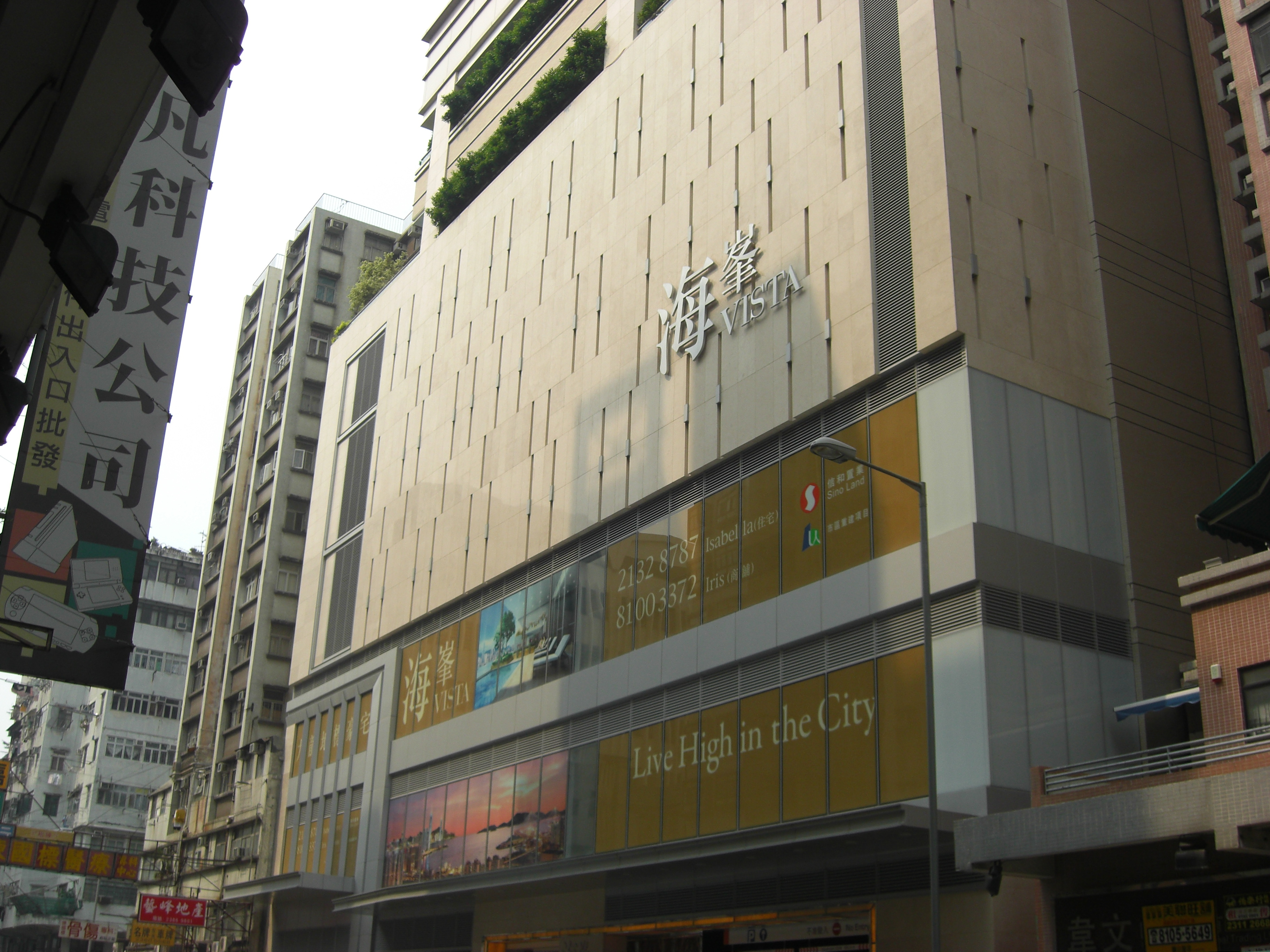
En la base hay un centro comercial llamado también VISTA.

VISTA (en chino tradicional, 海峯) es un desarrollo residencial privado situado en Fuk Wah Street, Sham Shui Po, Kowloon, Hong Kong. A dos minutos a pie se encuentra la estación de Sham Shui Po de MTR. Es uno de los edificios más altos de la zona de Sham Shui Po, y consta de un único edificio residencial con 173 apartamentos. Fue promovido conjuntamente por Sino Land y Urban Renewal Authority en 2009.
Haifeng es actualmente el residencial más alto en el área de Sham Shui Po, proporcionando un total de 173 unidades. Todas las unidades constan de una terraza panorámica de 38 pies (en las unidades especiales de la parte superior es de 40 a 42 pies). La altura del techo es de 3,5 metros de alto, y parte de la planta del edificio tiene vistas al este de Kowloon y la isla de Hong Kong y a lo largo del Mar del Este.[cita requerida]